# Paul Güssfeldt

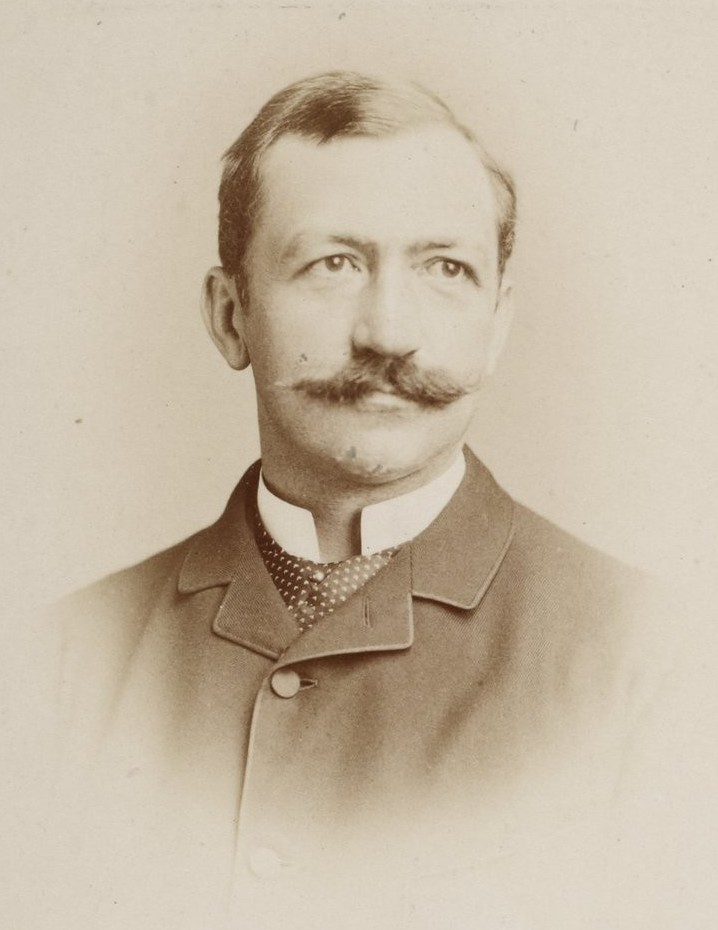
Paul Güssfeldt

Richard Paul Wilhelm Güssfeldt, född 14 oktober 1840 i Berlin, död där 17 januari 1920, var en tysk forskningsresande.
Güssfeldt var 1873-75 ledare för en för det tyska afrikanska sällskapet till Loangokusten utsänd expedition, i vilken bland andra Hermann Soyaux deltog. Güssfeldt företog 1876 en resa till Egypten och (med Georg August Schweinfurth) Arabiska öknen och for 1882 till Sydamerika för att undersöka de centrala Anderna, företog djärva bestigningar av Maipo (5 400 meter) och Aconcagua (till 6 400 meter) samt undersökte Bolivias högland. 
År 1892 blev han professor och dirigent vid seminariet för orientaliska språk i Berlin. Han åtföljde kejsar Vilhelm I på dennes resor till Norge och beskrev resorna 1889 och 1890 i ett verk, som översattes till norska (1891).